# Nikolaos Andriakopoulos
Nikolaos Andriakopoulos (1878 - ?) fue un gimnasta griego que compitió en los Juegos Olímpicos de Atenas de 1896.
Andriakopoulos participó en la prueba de escalada de cuerda, junto a su compatriota Thomas Xenakis fueron los únicos dos gimnastas en conseguir escalar los 14 metros de la cuerda, el tercer clasificado Fritz Hoffmann llegó hasta los 12,5 metros. Con un tiempo de 23,4 segundos logró la medalla de oro. Andriakopoulos fue el último gimnasta griego en conseguir una medalla de oro hasta Ioannis Melissanidis, vencedor en el ejercicio de suelo en
los Juegos Olímpicos de Atlanta de 1996.
También participó en la competición por equipos de barras paralelas, donde fue miembro del equipo Panellinios Gymnastikos Syllogos, ganadores de la medalla de plata de los tres equipos participantes.

## Palmarés
- Medalla de oro en los Juegos Olímpicos de Atenas (1896) en escalada de cuerda
- Medalla de plata por equipos en los Juegos Olímpicos de Atenas (1896) en barras paralelas.

- Datos: Q359092
- Multimedia: Nikolaos Andriakopoulos / Q359092